# Soleil levant (collection)
Pour les articles homonymes, voir Soleil levant.
Soleil levant est une collection de bande dessinée de l'éditeur Soleil Productions publiant des séries dont les auteurs européens ont été influencés par la culture asiatique.

## Liste des publications
Akameshi (Série)scénario Giovanni Gualdoni ; dessins et couleurs Stefano Turconi
Bar Code (Série)
Barca (Série)scénario Simon Rocca ; dessins Michel Suro ; couleurs Frédéric Bergèse
Le Bleu du ciel (Série)scénario, dessins et couleurs Kara
Cross Fire (Série)scénario Jean-Luc Sala ; dessins et couleurs Pierre-Mony Chan
Eternal Midnight (Série)scénario et dessins  Ludolullabi ; couleurs Sébastien Lamirand
Gabrielle (Série)scénario, dessins et couleurs Kara
Grandmaster (Série)scénario Didier Beddar ; dessins et couleurs Naïts
Ligue zéro (Série)scénario, dessins et couleurs Lounis Chabane
Lilian Cortez et l'enfant des étoiles
Le Miroir des Alices (Série)scénario, dessins et couleurs Kara
Nocturnes rouges (Série)scénario et dessins Emmanuel Nhieu ; couleurs Denis Dufourg, Lyse
Post Mortem Pacific !!! (Série)scénario et dessins Emmanuel Nhieu ; couleurs Florence Torta
Les Poussières de l'infini (Série)scénario Isabelle Plongeon ; dessins Fairhid Zerriouh ; couleurs Studio 2HB
Saiina (Série)scénario, dessins et couleurs Stamb
Sihl (Série)scénario Stéphane Durel ; dessins Daniel Ballin ; couleurs Angélique Césano
Le Souffleur de rêves (Série)scénario Bruno Falba ; dessins Olivier Rouan ; couleurs Camille Paganotto
Soulhunters (Série)scénario Serge Meirinho ; dessins Jeroda ; couleurs Stamb
Tokyo Ghost (Série)scénario Nicolas Jarry ; dessins Djief ; couleurs Joëlle Comtois
Virus (Série)scénario Isabelle Plongeon ; dessins Stefano Palumbo ; couleurs Stéphane Paitreau
Zorn & Dirna (Série)scénario Jean-David Morvan ; dessins Bruno Bessadi, Vincent Trannoy ; couleurs Color Twins, Christian Lerolle